# Бектурганов, Абдиманап Еликбаевич
Абдиманап Еликбаевич Бектурганов (каз. Әбдіманап Елікбайұлы Бектұрғанов; род. 28 августа 1958, Келесский район, Южно-Казахстанская область, Казахская ССР) — казахстанский учёный, общественный и политический деятель. Депутат Мажилиса Парламента Республики Казахстан (с 2016 года).

## Биография
Родился 28 августа 1958 года в селе Абай Келесского района Южно-Казахстанской области.
В 1981 году окончил юридический факультет Казахский государственный университет имени С. М. Кирова по специальности «Юриспруденция».
В 2006 году окончил финансовый факультет КазЭУ имени Т.Рыскулова по специальности «Финансы».
В 1988 году защитил кандидатскую диссертацию на тему: «Правовое обеспечение рационального использования орошаемых земель».
В 1997 году защитил докторскую диссертацию на тему: «Қазақстан Республикасындағы жер құқық қатынастары».
С 2013 года Член-корреспондент Национальной академии наук Республики Казахстан.

## Трудовая деятельность
С 1981 по 1990 годы — Ассистент, старший преподаватель кафедры сельскохозяйственного права и охраны природы юридического факультета Казахского государственного университета имени С. М. Кирова.
С 1990 по 1992 годы — Заместитель декана вечерне-заочного отделения, доцент кафедры сельскохозяйственного и экологического права Казахского государственного университета имени С. М. Кирова.
С 1992 по 1997 годы — Декан вечерне-заочного юридического факультета и декан юридического факультета Казахского государственного университета имени аль-Фараби.
С 1997 по 2000 годы — Заместитель директора, заведующий кафедрой гражданского и предпринимательского права института экономики и права Казахского государственного университета имени аль-Фараби.
С 2000 по 2001 годы — Директор института экономики и права Казахского национального управления имени аль-Фараби.
С 2001 по 2007 годы — Ректор Таразского государственного университета имени М. Х. Дулати.
С 2007 по 2016 годы — Ректор Жетысуского государственного университета имени И. Жансугурова.
С 24 марта 2016 года — Депутат Мажилиса Парламента Республики Казахстан VI созыва от партии «Нұр Отан», Член Комитета по социально-культурному развитию Мажилиса Парламента РК.
С 2021 по 2022 года — Президент НАО «Talap»
С 1 апреля 2022 года — Председатель Совета директоров НАО «Кокшетауский университет Шохана Уалиханова»

## Научные, литературные труды
Автор 260 публикаций, в том числе 3 монографий и 3 учебных пособий, 3 статей в международных научных журналах, имеющих по данным информационной базы компании Томсон Рейтер (ISI web of Knowledge Thomson Reuters) ненулевой импакт — фактор.

## Прочие должности
Председатель казахского культурного центра «Аулие Ата» малой ассамблеи народа Казахстана Жамбылской области (2001—2007).
Председатель областной избирательной комиссии Жамбылской области (2003—2007).
Член Ассамблеи народа Казахстана (с 2001 года).
Председатель общественного Совета по борьбе с коррупцией и член политического совета областного филиала Народно-демократической партии «Нур Отан» Алматинской области (с 2008 года).

## Награды и звания
- Орден Курмет (2005)[3]
- Орден Парасат (2011)[4]
- Нагрудный знак «Почётный работник образования Республики Казахстан» (2010)
- Нагрудный знак «Ыбырай Алтынсарин» (2008)
- Нагрудный знак «За активную деятельность» (Белсенді қызметі үшін) от паритии «Нур Отан» (2010)
- Нагрудный знак «За заслуги в развитии науки Республики Казахстан» (2011)
- Почётный гражданин Алматинской области (2012)
- Золотая медаль им. А. Байтурсынова (2012)
- Золотая медаль Ассамблеи народа Казахстана «Бірлік» (2014)
- Награждён государственными и правительственными медалями Республики Казахстан.
- Благодарственное письмо Первого Президента Республики Казахстан и др.
- Медаль «МПА СНГ. 25 лет» (27 марта 2017 года, Межпарламентская ассамблея СНГ) — за заслуги в деле развития и укрепления парламентаризма, за вклад в развитие и совершенствование правовых основ функционирования Содружества Независимых Государств, укрепление международных связей и межпарламентского сотрудничества[5].
- Почётная грамота Совета Межпарламентской Ассамблеи государств — участников Содружества Независимых Государств (27 ноября 2020 года, Межпарламентская ассамблея СНГ) — за активное участие в деятельности межпарламентской Ассамблеи и её органов, вклад в укрепление дружбы между народами государств — участников Содружества Независимых Государств[6].